# 1902年のメジャーリーグベースボール
以下は、メジャーリーグベースボール（MLB）における1902年のできごとを記す。1902年4月17日に開幕し10月5日に全日程を終え、ナショナルリーグはピッツバーグ・パイレーツが2年連続2度目の優勝を、アメリカンリーグはフィラデルフィア・アスレチックスが初優勝した。またミルウォーキー・ブルワーズがセントルイスに本拠地を移転しセントルイス・ブラウンズとなった。
1901年のメジャーリーグベースボール - 1902年のメジャーリーグベースボール - 1903年のメジャーリーグベースボール

## できごと
- ルーブ・ワッデルはこの年にフィラデルフィア・アスレチックスに移籍してきた。1897年にデビューしてから4年で3球団を渡り、1902年に4球団目のフィラデルフィア・アスレチックスに来た理由は彼の成績ではなく彼の奇行が各球団の監督にとって扱い切れないからであったと言われている。ちょうどナップ・ラジョイの移籍に絡む問題でフィリーズから訴えられたアスレチックスはラジョイをクリーブランドに放出し、シカゴ・カブスにいたルーブ・ワッデルを獲得する。そのワッデルはこの年最多奪三振210を記録し、以後6年連続最多奪三振を達成し、1902年から7年連続で奪三振200以上で1905年には投手三冠を達成するなど活躍し、コニー・マック監督は後に「チーム史上最高の投手だった」と述べた。
- ジャック・チェスブロはピッツバーグ・パイレーツで4年目になったが、前年21勝でパイレーツの初優勝に貢献し、この年はさらに28勝で最多勝となってパイレーツはリーグを連覇した。速球とカーブにこの年からスピットボールを球種に加えていた。まだ合法としていた時代である。チェスブロは翌年に新興チームのニューヨーク・ハイランダース（後のヤンキース）に移籍した。

### コニー・マック
アメリカンリーグではフィラデルフィア・アスレチックスがリーグ加盟2年目で初優勝した。コニー・マック監督はこの年40歳で、1886年に当時ナショナルリーグに加盟していたワシントン・ナショナルズ (1886-1889年)に入団し、その後1890年に、プレイヤーズ・リーグのバッファロー・バイソンズ (1890年)で1年プレーして、1891年からピッツバーグ・パイレーツに在籍し1894年以降はパイレーツの選手兼任監督となり、1896年まで試合に出場し、その後は監督に専念した。身長185センチ、体重68キロでポジションは捕手であった。痩身で通算打率,244の成績で選手としての評価は低かった。そしてパイレーツを離れて、たまたまマイナーリーグのウェスタンリーグのミルウォーキー・ブルワーズ(後のセントルイス・ブラウンズから現ボルチモア・オリオールズ）の監督を務めていた時に、ウェスタンリーグ会長のバン・ジョンソンに認められ、そしてバン・ジョンソンがウェスタンリーグをアメリカンリーグに改称し、メジャーリーグに昇格した時にジョンソンはコニー・マックの人気・人格・球歴を考えて新しいリーグの目玉にしようとした。すでに指導者としての非凡さを見抜いていた。コニー・マックはジョンソンに請われるままフィラデルフィア・アスレチックスの共同オーナー兼監督に就任し、アメリカンリーグに参加した。以後1950年まで足かけ50年間、コニー・マックは必ず背広姿でアスレチックスのダグアウトから指揮を取った。
同じ頃にジョンソンは新リーグのもう一つの目玉としてジョン・マグローを考えてアメリカンリーグに招いていた。

### バン・ジョンソンとジョン・マグロー
バン・ジョンソンはジョン・マグローにボルチモア・オリオールズのオーナー兼監督兼三塁手として移るように説得し、マグローはセントルイス・カージナルスからボルチモア・オリオールズに参加した。しかしジョンソンは当初からニューヨークへのフランチャイズ進出を考えていた。だがナショナルリーグの反発から、いったんは断念したが、やがてボルチモア・オリオールズのニューヨーク移転を策し始めた。そのボルチモア・オリオールズの監督はジョン・マグローで、この2人は最初からうまくいかなかった。ジョン・マグローは勝負に厳しくまた相手選手の走塁妨害などラフプレーを厭わない監督で、対してアメリカン・リーグ会長のバン・ジョンソンはナショナル・リーグのような規則の無いところでの荒っぽいプレーや喧嘩や騒動の絶えない野球ではなく、厳格なルールの適用と審判の権威の強化を目指していた。やがてボルチモアからニューヨークへの本拠地移転問題で決定的な対立が生まれた。ジョンソン会長はニューヨークへの進出を諦めなかった。これに反抗したマグローは1902年のシーズン半ばにナショナル・リーグに鞍替えし、ニューヨーク・ジャイアンツの監督となった。その1週間後に、ジャイアンツのオーナーはオリオールズの支配権を取得し、オリオールズ選手の大量引抜きを行ったが、この強引な行動に対しアメリカン・リーグ側は即座にオリオールズの支配権を取り戻し、翌1903年にニューヨークへのチーム移転を行った。ボルチモアにはその後セントルイス・ブラウンスが移転し現在のボルチモア・オリオールズとなり、ボルチモアからニューヨークへ移った球団はその後ニューヨーク・ヤンキースとなり、メジャーリーグを代表するチームとして歴史に刻まれていく。

### 記録
- デトロイト・タイガースのビル・コーリン三塁手が、この年に3回隠し球に成功した。コーリンは現在判明しているだけで計9回の隠し球を成功させ、これがメジャーリーグの個人最高記録だとされている。また1907年のワールドシリーズでも隠し球を成功させて、これはワールドシリーズ唯一の記録である。

## 最終成績
| 順 | チーム                           | 勝利 | 敗戦 | 勝率 | G差  |
| -- | -------------------------------- | ---- | ---- | ---- | ---- |
| 1  | フィラデルフィア・アスレチックス | 83   | 53   | .610 | --   |
| 2  | セントルイス・ブラウンズ         | 78   | 58   | .574 | 5.0  |
| 3  | ボストン・アメリカンズ           | 77   | 60   | .562 | 6.5  |
| 4  | シカゴ・ホワイトストッキングス   | 74   | 60   | .552 | 8.0  |
| 5  | クリーブランド・ブロンコス       | 69   | 67   | .507 | 14.0 |
| 6  | ワシントン・セネタース           | 61   | 75   | .449 | 22.0 |
| 7  | デトロイト・タイガース           | 52   | 83   | .385 | 30.5 |
| 8  | ボルチモア・オリオールズ         | 50   | 88   | .362 | 34.0 |

| 順 | チーム                       | 勝利 | 敗戦 | 勝率 | G差  |
| -- | ---------------------------- | ---- | ---- | ---- | ---- |
| 1  | ピッツバーグ・パイレーツ     | 103  | 36   | .741 | --   |
| 2  | ブルックリン・スーパーバス   | 75   | 63   | .593 | 27.5 |
| 3  | ボストン・ビーンイーターズ   | 73   | 64   | .581 | 29.0 |
| 4  | シンシナティ・レッズ         | 70   | 70   | .500 | 33.5 |
| 5  | シカゴ・カブス               | 68   | 69   | .496 | 34.0 |
| 6  | セントルイス・カージナルス   | 56   | 78   | .418 | 44.5 |
| 7  | フィラデルフィア・フィリーズ | 56   | 81   | .409 | 46.0 |
| 8  | ニューヨーク・ジャイアンツ   | 48   | 88   | .353 | 53.5 |

## 個人タイトル

### アメリカンリーグ
| 項目   | 選手                             | 記録 |
| ------ | -------------------------------- | ---- |
| 打率   | ナップ・ラジョイ (PHA/CLE)       | .378 |
| 本塁打 | ソックス・セイボールド (PHA)     | 16   |
| 打点   | バック・フリーマン (BOS)         | 121  |
| 得点   | デーブ・ファルツ (PHA)           | 109  |
| 得点   | トプシー・ハートセル (PHA)       | 109  |
| 安打   | チャーリー・ヒックマン (BOS/CLE) | 193  |
| 盗塁   | トプシー・ハトーセル (PHA)       | 47   |

| 項目   | 選手                     | 記録 |
| ------ | ------------------------ | ---- |
| 勝利   | サイ・ヤング (BOS)       | 32   |
| 敗戦   | ビル・ディーニーン (BOS) | 21   |
| 防御率 | エド・シーバー (DET)     | 1.91 |
| 奪三振 | ルーブ・ワッデル (PHA)   | 210  |
| 投球回 | サイ・ヤング (BOS)       | 384⅔ |
| セーブ | ジャック・パウエル (SLA) | 2    |

### ナショナルリーグ
| 項目   | 選手                         | 記録 |
| ------ | ---------------------------- | ---- |
| 打率   | ジンジャー・ビューモン (PIT) | .357 |
| 本塁打 | トミー・リーチ (PIT)         | 6    |
| 打点   | ホーナス・ワグナー (PIT)     | 91   |
| 得点   | ホーナス・ワグナー (PIT)     | 105  |
| 安打   | ジンジャー・ビューモン (PIT) | 193  |
| 盗塁   | ホーナス・ワグナー (PIT)     | 42   |

| 項目   | 選手                       | 記録 |
| ------ | -------------------------- | ---- |
| 勝利   | ジャック・チェスブロ (PIT) | 28   |
| 敗戦   | スタン・ヤーキース (STL)   | 21   |
| 防御率 | ジャック・テイラー (CHC)   | 1.33 |
| 奪三振 | ビック・ウィリス (BSN)     | 225  |
| 投球回 | ビック・ウィリス (BSN)     | 410  |
| セーブ | ビック・ウィリス (BSN)     | 3    |